# Ecdytolopha
Ecdytolopha là một chi bướm đêm thuộc phân họ Olethreutinae, họ Tortricidae Tortricidae.

## Các loài
- Ecdytolopha beckeri Adamski & Brown, 2001
- Ecdytolopha coloradana Adamski & Brown, 2001
- Ecdytolopha exploramae Adamski & Brown, 2001
- Ecdytolopha holodesma (Walsingham, 1914)
- Ecdytolopha insiticiana Zeller, 1875
- Ecdytolopha leonana Adamski & Brown, 2001
- Ecdytolopha mana (Kearfott, 1907)
- Ecdytolopha occidentana Adamski & Brown, 2001
- Ecdytolopha ricana Adamski & Brown, 2001
- Ecdytolopha sinaloana Adamski & Brown, 2001